# Öbolandet
Öbolandet är en ö och bebyggelse i Trosa kommun. Öbolandet ligger direkt söder om Trosa. Ön har två förbindelser med fastlandet, en för gående/cyklister och en för fordonstrafik. SCB avgränsade för bebyggelsen en småort mellan 1995
och 2015 samt en tätort mellan 2015 och 2020. Vid avgränsningen 2020 klassades bebyggelsen som del av tätorten Trosa och tätorten avregistrerades.
Bebyggelsen tillkom sedan området 1950 planlagts för fritidshus. Längst i söder på Öbolandet vid Rävudden ligger Trosa havsbad. 

## Befolkningsutveckling
| Befolkningsutvecklingen i Öbolandet 2015–2015                                                                                      | Befolkningsutvecklingen i Öbolandet 2015–2015 | Befolkningsutvecklingen i Öbolandet 2015–2015 | Befolkningsutvecklingen i Öbolandet 2015–2015 | Befolkningsutvecklingen i Öbolandet 2015–2015 |
| --- | --------------------------------------------- | --------------------------------------------- | --------------------------------------------- | --------------------------------------------- |
| |                                               |                                               |                                               |                                               |
| År |                                               |                                               | Folkmängd                                     | Areal (ha)                                    |
| 2015 | 2015                                          |                                               | 244                                           | 172                                           |
| Anm.: ny tätort 2015, var före dess en småort som 2010 hade 172 invånare på 120 hektar, denna var tidigt benämnd Åbolandet av SCB. |                                               |                                               |                                               |                                               |

## Bilder

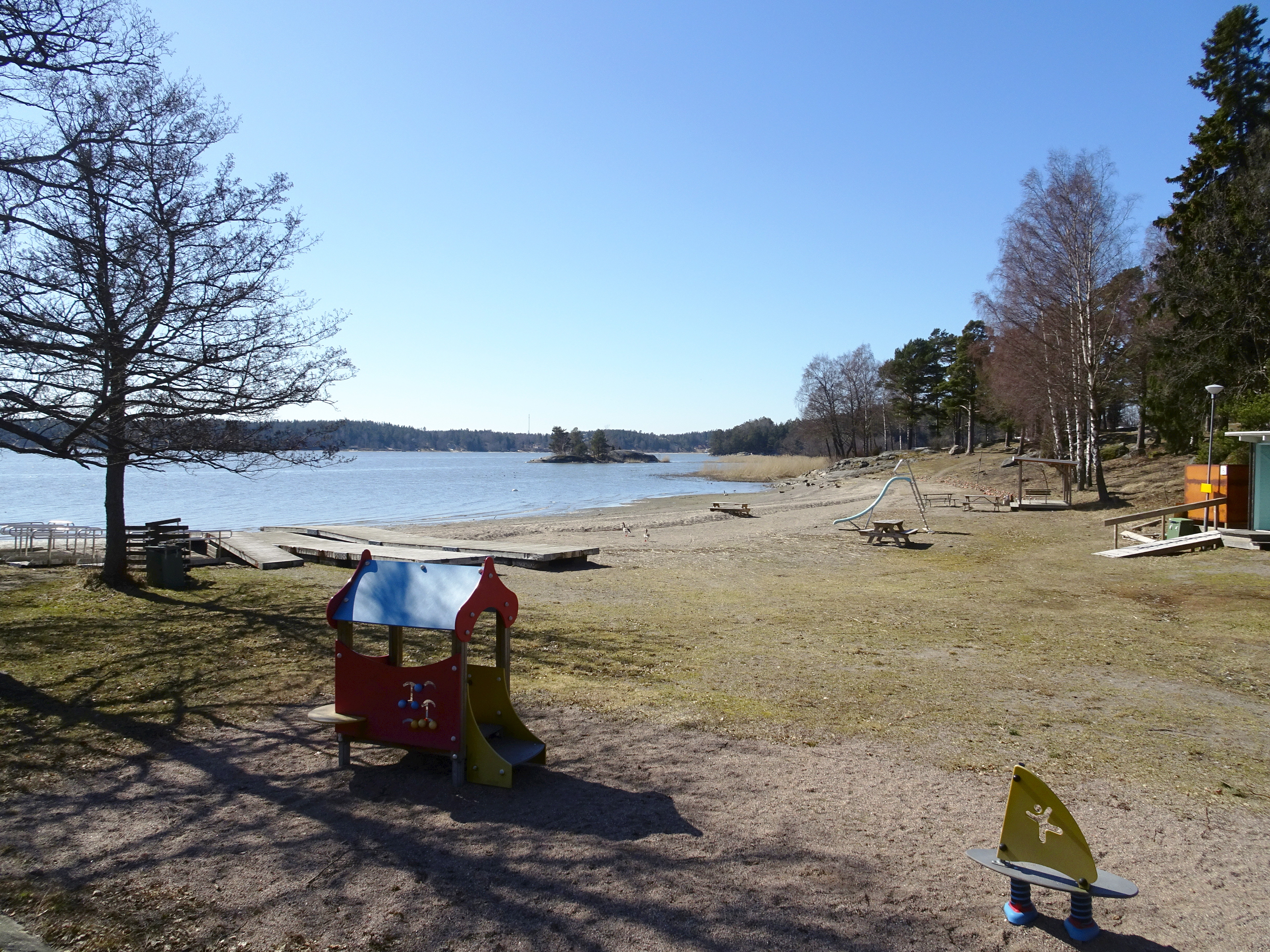
Trosa havsbad vid Rävudden.
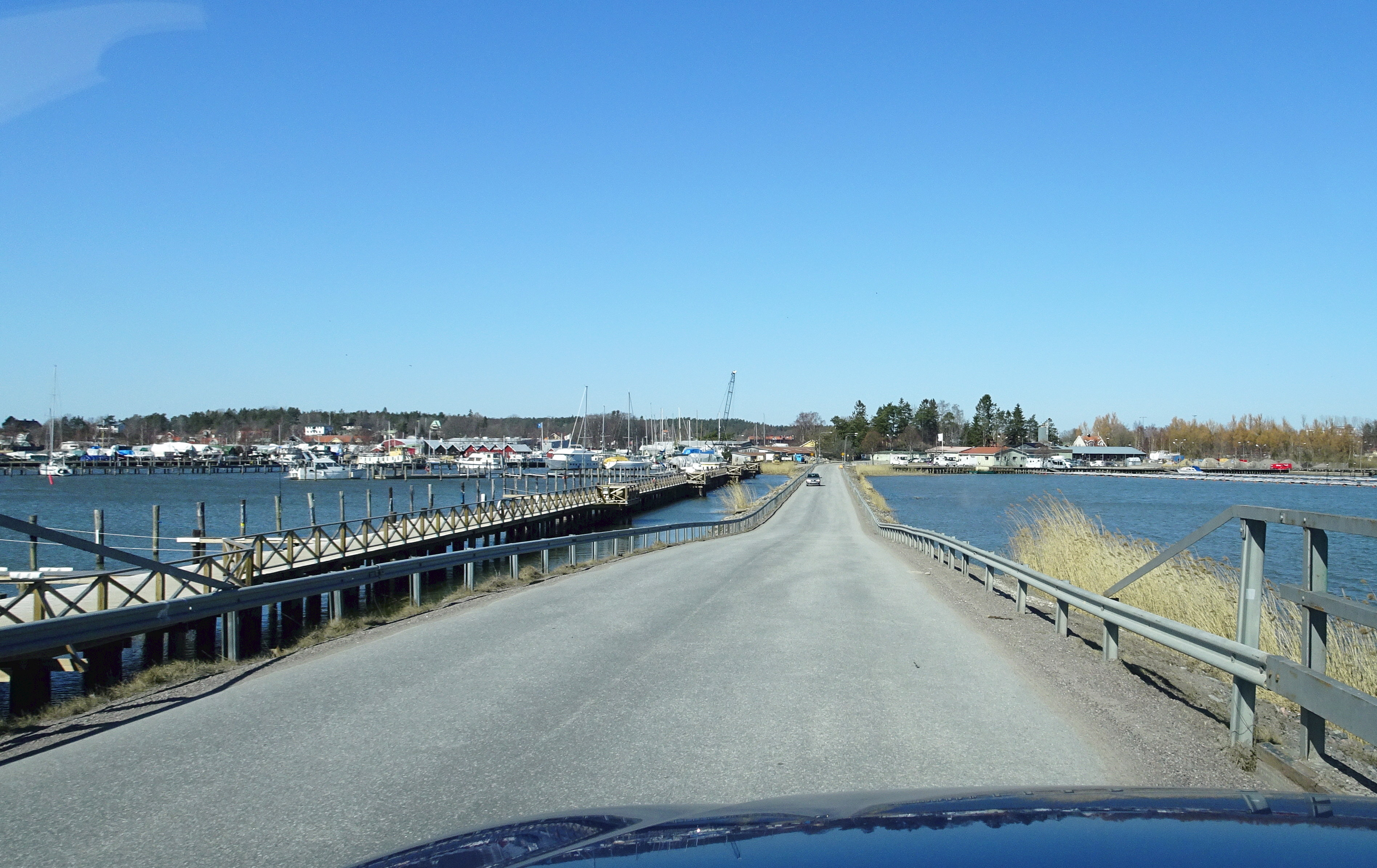
Vägförbindelsen mellan Trosa och Öbolandet, vy mot Trosa